# Kampung Selemak
Kampung Selemak is een bestuurslaag in het regentschap Deli Serdang van de provincie Noord-Sumatra, Indonesië. Kampung Selemak telt 2779 inwoners (volkstelling 2010).